# Heilig Geist (Buchschlag)

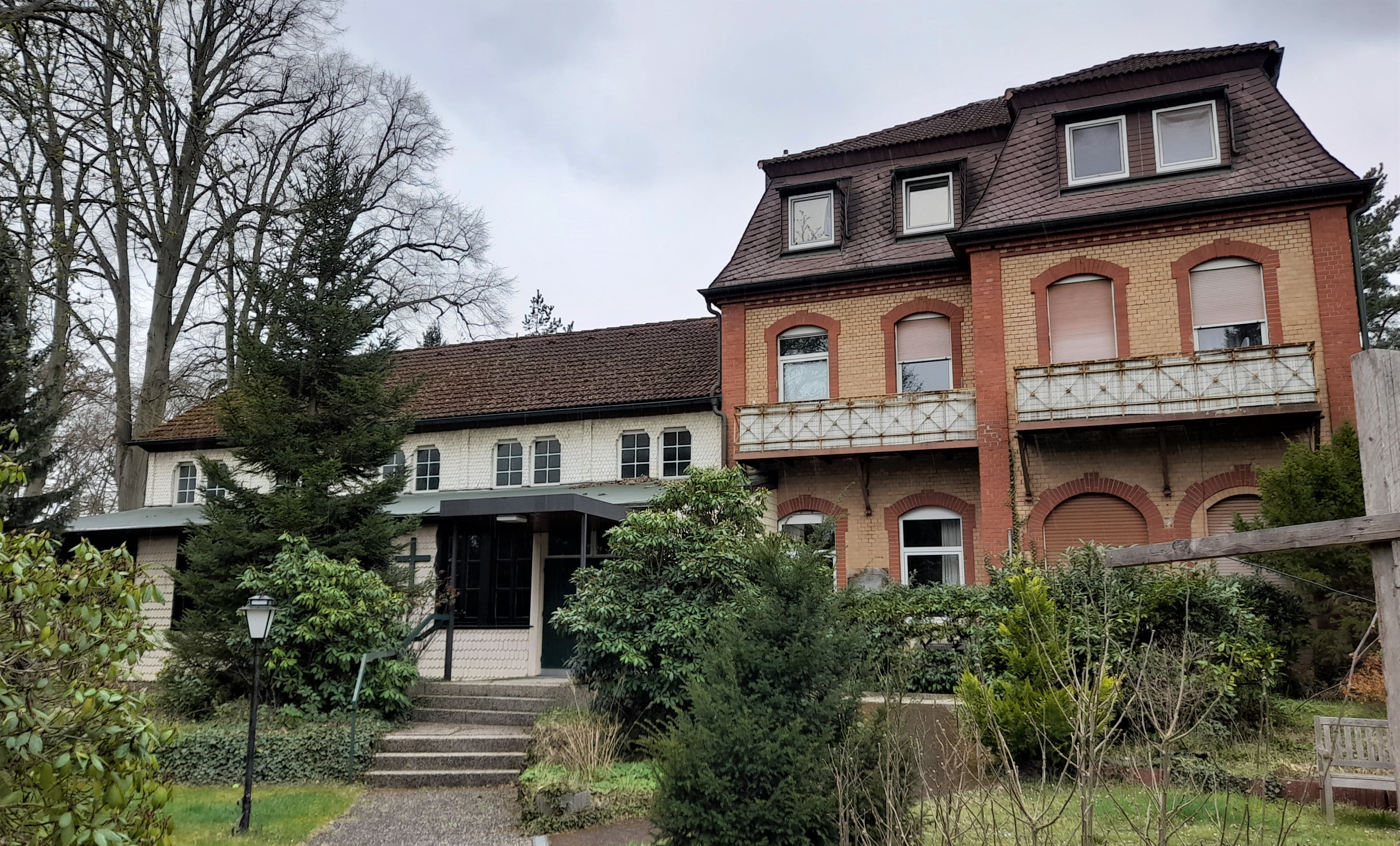
Ostansicht der Heilig-Geist-Kirche in Buchschlag

Die römisch-katholische Filialkirche Heilig Geist ist ein unter Denkmalschutz stehendes Kirchengebäude im Dreieicher Stadtteil Buchschlag in Südhessen. Zusammen mit den Kirchen St. Laurentius und St. Stephan in Sprendlingen bildet sie die katholische Pfarrei St. Laurentius Dreieich, die zum Pastoralraum Dreieich-Neu-Isenburg der Region Mainlinie im Bistum Mainz gehört. Das Gebäude wurde 1903 als Gaststätte Forsthaus Buchschlag erbaut und Anfang der 1970er-Jahre zum katholischen Gemeindezentrum mit Gottesdienstraum umgebaut. Es ist heute das älteste noch bestehende Bauwerk in Buchschlag.

## Geschichte
Im Jahr 1903 kaufte Jakob Latscha, Gründer der Villenkolonie Buchschlag, das zum alten Buchschlager Forsthaus benachbart liegende Grundstück und ließ dort die Gaststätte Forsthaus Buchschlag errichten. Das Ausflugslokal bestand neben dem Gasthaus selbst mit der daran angrenzenden langgestreckten offenen Halle, über der sich ein großer Saal befand, auch aus einer ansprechend gestalteten Gartenanlage mit Tennisplätzen. Es ist möglich, dass der Standort der Gaststätte von Latscha strategisch gewählt wurde, um Käufer für Grundstücke in der Villenkolonie zu finden: Besucher, die am Sprendlinger Bahnhof ausstiegen, mussten vor Erreichen der Gaststätte nämlich auch die Villenkolonie passieren.
Nach dem Ende des Zweiten Weltkriegs stellte die Gaststätte Forsthaus Buchschlag den gastronomischen Betrieb für die Öffentlichkeit ein. Das Gebäude diente fortan als Cafeteria für die in Buchschlag und Umgebung stationierten US-amerikanischen Soldaten. Mit dem Abzug der Besatzungstruppen 1959 verlor auch das alte Gasthaus seine Funktion und stand in den folgenden Jahren leer.
Im Jahr 1968 kaufte die katholische Kirche das leerstehende Gebäude und ließ es Anfang der 1970er-Jahre zu einem Gemeindezentrum mit Gottesdienstraum umbauen. Das Gasthaus, in dessen Erdgeschoss sich zuvor die Küche befunden hatte, wurde zu Wohnzwecken umgebaut, während die daran angrenzende langgestreckte Halle mit dem sich darüber befindlichen Saal zum Kirchenraum umfunktioniert wurde. Dazu wurde das Geschoss zwischen Halle und Saal herausgenommen, die offenen Hallenwände im Erdgeschoss geschlossen und um den hohen Gottesdienstraum herum eingeschossige Durchgangszimmer angelegt, die Sakristei, Werktagskapelle und Gemeinderäume beherbergen sollten. Nach Abschluss der Umbauarbeiten wurde der Kirchenraum des Gebäudes am 14. April 1973 dem Heiligen Geist geweiht und das Gebäude seiner Bestimmung als Gemeindehaus für die Buchschlager Kirchengemeinde übergeben, die als Filiale der Sprendlinger Mutterpfarrei St. Laurentius unterstand.
Seit dem Abriss des Alten Forsthauses auf dem Nachbargrundstück im April 2010 ist die Heilig-Geist-Kirche das älteste noch existierende Gebäude im Stadtteil Buchschlag.
2012 wurde Heilig Geist mit den katholischen Kirchen Sprendlingens (St. Laurentius und St. Stephan) zur neuen Pfarrei St. Laurentius Dreieich zusammengefasst, welche seitdem die Katholiken der nördlichen Stadtteile Dreieichs (Buchschlag und Sprendlingen) seelsorgerisch betreut.